# Nantois
Nantois est une commune française située dans le département de la Meuse, en région Grand Est.

## Géographie

### Communes limitrophes
| Longeaux   | Longeaux        | Menaucourt      |
| Longeaux   | Nantois         | Menaucourt      |
| Hévilliers | Naix-aux-Forges | Naix-aux-Forges |

### Hydrographie
La commune est dans la région hydrographique « la Seine de sa source au confluent de l'Oise (exclu) » au sein du bassin Seine-Normandie. Elle est drainée par le ruisseau des Grandes Fontaines, l'Ornain et divers autres petits cours d'eau,.

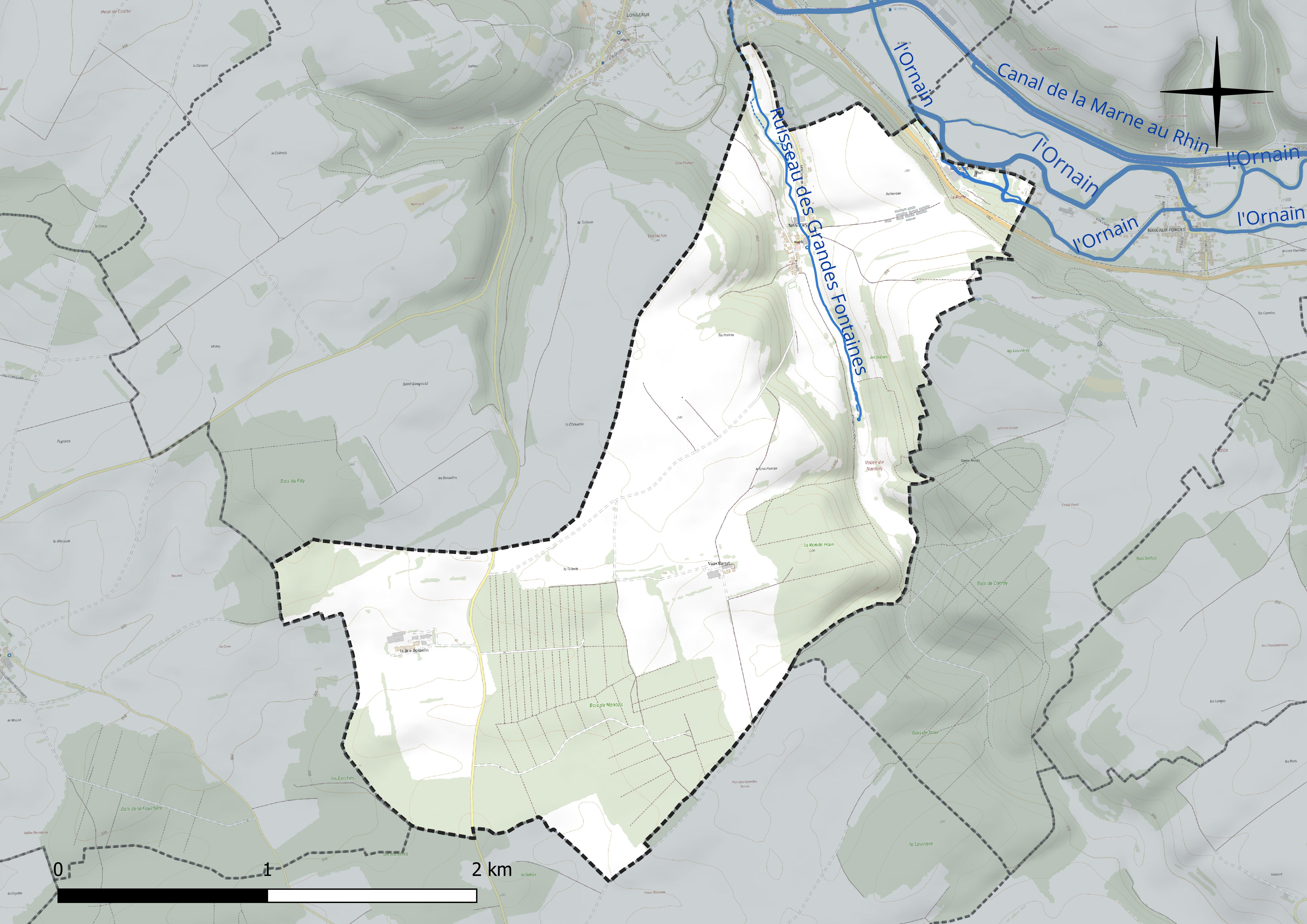
Réseau hydrographique de Nantois.

### Climat
Pour des articles plus généraux, voir Climat du Grand Est et Climat de la Meuse.
En 2010, le climat de la commune est de type climat de montagne, selon une étude du Centre national de la recherche scientifique s'appuyant sur une série de données couvrant la période 1971-2000. En 2020, Météo-France publie une typologie des climats de la France métropolitaine dans laquelle la commune est exposée à un climat océanique altéré et est dans la région climatique  Lorraine, plateau de Langres, Morvan, caractérisée par un hiver rude (1,5 °C), des vents modérés et des brouillards fréquents en automne et hiver.
Pour la période 1971-2000, la température annuelle moyenne est de 10 °C, avec une amplitude thermique annuelle de 16,1 °C. Le cumul annuel moyen de précipitations est de 1 045 mm, avec 14 jours de précipitations en janvier et 9,8 jours en juillet. Pour la période 1991-2020, la température moyenne annuelle observée sur la station météorologique de Météo-France la plus proche, « Erneville aux Bois_sapc », sur la commune d'Erneville-aux-Bois à 13 km à vol d'oiseau, est de 9,9 °C et le cumul annuel moyen de précipitations est de 1 021,5 mm. 
La température maximale relevée sur cette station est de 39,4 °C, atteinte le 25 juillet 2019 ; la température minimale est de −24,2 °C, atteinte le 18 février 1956,,.
Les paramètres climatiques de la commune ont été estimés pour le milieu du siècle (2041-2070) selon différents scénarios d'émission de gaz à effet de serre à partir des nouvelles projections climatiques de référence DRIAS-2020. Ils sont consultables sur un site dédié publié par Météo-France en novembre 2022.

## Urbanisme

### Typologie
Au 1er janvier 2024, Nantois est catégorisée commune rurale à habitat dispersé, selon la nouvelle grille communale de densité à sept niveaux définie par l'Insee en 2022.
Elle est située hors unité urbaine. Par ailleurs la commune fait partie de l'aire d'attraction de Bar-le-Duc, dont elle est une commune de la couronne,. Cette aire, qui regroupe 86 communes, est catégorisée dans les aires de 50 000 à moins de 200 000 habitants,.

### Occupation des sols
L'occupation des sols de la commune, telle qu'elle ressort de la base de données européenne d’occupation biophysique des sols Corine Land Cover (CLC), est marquée par l'importance des territoires agricoles (60,4 % en 2018), une proportion identique à celle de 1990 (60,4 %). La répartition détaillée en 2018 est la suivante : 
terres arables (47,8 %), forêts (39,6 %), prairies (9,3 %), zones agricoles hétérogènes (3,2 %). L'évolution de l’occupation des sols de la commune et de ses infrastructures peut être observée sur les différentes représentations cartographiques du territoire : la carte de Cassini (XVIIIe siècle), la carte d'état-major (1820-1866) et les cartes ou photos aériennes de l'IGN pour la période actuelle (1950 à aujourd'hui).

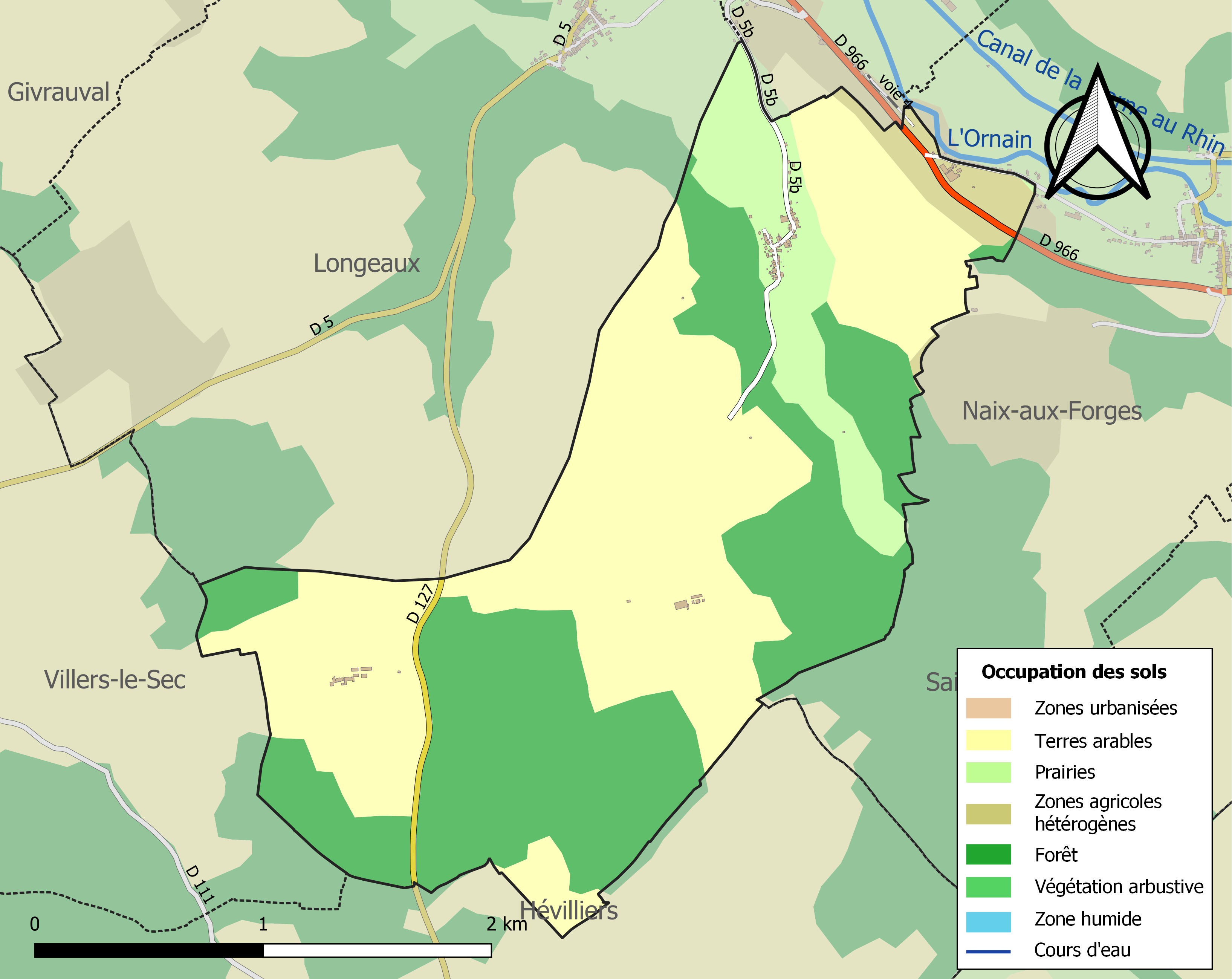
Carte des infrastructures et de l'occupation des sols de la commune en 2018 (CLC).

## Toponymie
Nantoya, Nantoys (1402) ; Nanthoie (1495-96) ; Nantoy (1579) ; Nancoy (1700) ; Nantois (1793).
Du gaulois *nant, « vallée, torrent, ravin ».

## Histoire
Faisait partie du Barrois mouvant avant 1790. Était rattaché au diocèse de Toul.

## Politique et administration
| Période                                  | Période                   | Identité                                                        | Étiquette      | Qualité        |
| ---------------------------------------- | ------------------------- | --------------------------------------------------------------- | -------------- | -------------- |
| ?                                        | 1965                      | Jean BURNEL                                                     |                | Agriculteur    |
| 1965                                     | 1983                      | Jacqueline MUSY née VACHÉ Maire Honoraire                       | Sans étiquette |                |
| mars 2001                                | En cours (au 25 mai 2020) | Marie-Françoise Navelot-Gaudnik Réélue pour le mandat 2020-2026 |                | Ancienne cadre |
| Les données manquantes sont à compléter. |                           |                                                                 |                |                |

## Population et société

### Démographie
L'évolution du nombre d'habitants est connue à travers les recensements de la population effectués dans la commune depuis 1793. Pour les communes de moins de 10 000 habitants, une enquête de recensement portant sur toute la population est réalisée tous les cinq ans, les populations de référence des années intermédiaires étant quant à elles estimées par interpolation ou extrapolation. Pour la commune, le premier recensement exhaustif entrant dans le cadre du nouveau dispositif a été réalisé en 2007.

En 2022, la commune comptait 77 habitants, en évolution de −7,23 % par rapport à 2016 (Meuse : −4,4 %, France hors Mayotte : +2,11 %).
| 1793 | 1800 | 1806 | 1821 | 1831 | 1836 | 1841 | 1846 | 1851 |
| ---- | ---- | ---- | ---- | ---- | ---- | ---- | ---- | ---- |
| 200  | 231  | 231  | 250  | 253  | 237  | 218  | 231  | 219  |

| 1856 | 1861 | 1866 | 1872 | 1876 | 1881 | 1886 | 1891 | 1896 |
| ---- | ---- | ---- | ---- | ---- | ---- | ---- | ---- | ---- |
| 193  | 181  | 174  | 180  | 167  | 194  | 152  | 140  | 119  |

| 1901 | 1906 | 1911 | 1921 | 1926 | 1931 | 1936 | 1946 | 1954 |
| ---- | ---- | ---- | ---- | ---- | ---- | ---- | ---- | ---- |
| 114  | 119  | 130  | 127  | 119  | 111  | 115  | 95   | 97   |

| 1962 | 1968 | 1975 | 1982 | 1990 | 1999 | 2006 | 2007 | 2012 |
| ---- | ---- | ---- | ---- | ---- | ---- | ---- | ---- | ---- |
| 96   | 98   | 90   | 83   | 114  | 109  | 100  | 99   | 84   |

| 2017 | 2022 | - | - | - | - | - | - | - |
| ---- | ---- | - | - | - | - | - | - | - |
| 85   | 77   | - | - | - | - | - | - | - |

## Culture locale et patrimoine

### Lieux et monuments
- Église Saint-Remi.

### Personnalités liées à la commune
- Ernest Bradfer (1833-1887), maître de forges et homme politique, né à Nantois.

### Héraldique
| Blason de Nantois | Blason  | D'or à la tête d'aigle de gueules allumée d'or et lampassée d'argent, posée en barre et contournée libérant un flot d'azur à dextre et au pique de gueules brochant en pal sur deux ringards du même posés en sautoir à senestre ; à l'émanche d'azur mouvant du chef et chargée d'une l'oie d'argent, volant en bande, becquée, allumée et aux pattes d'or. |
| Blason de Nantois | Détails | Armoiries composées et dessinées par R.A. Louis et adoptées par la commune en juin 2011. |